# Joseph Amlong
Joseph Amlong, né le 17 décembre 1936 à Haines en Alaska et mort le 1er juillet 2019, est un rameur d'aviron américain.

## Carrière
Joseph Amlong participe aux Jeux olympiques de 1964 à Tokyo et remporte la médaille d'or en huit, avec William Stowe, Thomas Amlong, Harold Budd, Emory Clark, Stanley Cwiklinski, William Knecht, Hugh Foley et Robert Zimony.